# Gonzalo Celorio Blasco
Gonzalo Edmundo Celorio e Blasco (Cidade de México, 1948) é um editor, ensaísta, narrador e crítico literário mexicano, de família procedente de Llanes. Foi director do Fundo de Cultura Económica.
Obteve a licenciatura em Língua e Literatura pela Universidade Nacional Autónoma de México (UNAM), e o dotouramento em Literatura Ibero-americana pela mesma universidade.

## Carreira
A docência tem tido uma assinalada importância na sua carreira profissional desde 1974. Na actualidade é professor de literatura hispânica na Faculdade de Filosofia e Letras da UNAM; na mesma instituição dá a cátedra extraordinária Maestros do Exílio Espanhol. Tem dado disciplinas no Colégio de México, a Universidade Iberoamericana e no Instituto Politécnico Nacional. Tem ensinado em numerosos diplomados e cátedras na UNAM e em outras instituições nacionais e estrangeiras. Foi investigador do Centro de Estudos Linguísticos e Literários do Colégio de México. Em 1982; director de Literatura do Instituto Nacional de Belas Artes; de 1989 a 1998, coordenador de Difusão Cultural da UNAM, e de 1998 a 2000, director da Faculdade de Filosofia e Letras da UNAM.
No campo editorial, foi chefe de redacção de Los Empeños, revista da Associação de Escritores de México; editor do Boletim Informativo da Faculdade de Filosofia e Letras da UNAM; secretário de redacção da Revista de Belas Artes; editor de Cadernos de Filosofia e Letras da UNAM; director da revista Los Universitarios da UNAM, bem como presidente do Comité Editorial da Faculdade de Filosofia e Letras da UNAM. Dirigiu o Fundo de Cultura Económica de dezembro de 2000 a abril de 2002.
O doutor Celorio é membro de número da Academia Mexicana da Língua, e membro correspondente da Real Academia Espanhola e da Academia Cubana da Língua. É membro do Sistema Nacional de Criadores de Arte desde 1994, e do Conselho Consultivo da Cátedra Alfonso Reis do Instituto Tecnológico e de Estudos Superiores de Monterrey.
Em 1986 recebeu o Prémio Jornalismo Cultural, entregue pelo Instituto Nacional de Belas Artes, por “Los subrayados son míos”; em 1997 foi premiado com o Prix dés Deux Océans que entrega o Festival de Biarritz por sua obra El viaje sedentario traduzida em francês; e em 1999 o Prémio Nacional de Novela IMPAC-CONARTE-ITESM pelo romance Y retiemble en sus centros la tierra.
Foi galardoado com o Prêmio Nacional de Ciências e Artes em Linguística e Literatura entregue pelo Governo de México em 2010.

## Obras
- "El viaje sedentario" traducido al francés por Marie-Ange Brillaud,"Le voyage sédentaire", 1998, Éditions Atelier du Gué.

### Romances
- Amor propio, Tusquets Editores, México, 1991
- E que ribombe nos seus centros a terra - no original Y retiemble en sus centros la tierra, Tusquets Editores, México, 1999
- Tres lindas cubanas, Tusquets Editores, México, 2006

### Ensaio
- México, ciudad de papel, Tusquets Editores, México, 1997

Traducido al francés por Marie-Ange Brillaud: "Mexico, ville de papier",
Éditions Atelier du Gué,2001
- Ensayo de contraconquista, Tusquets Editores, México, 2001
- Cánones subversivos. Ensayos de literatura hispanoamericana, Tusquets Editores, México, 2009

## Gestão como director do Fundo de Cultura Económica
Sob sua direcção criou-se no FCE, em co-edição com o Ministério de Educação do governo da República da Guatemala, a colecção Intercultural nos idiomas quiché e castelhano; a dita colecção faz parte da Biblioteca Presidencial para a Paz. Em julho de 2001 Gonzalo Celorio assinou com Juan Ramón da Fonte, reitor da UNAM, um convénio para providenciar aos universitários descontos de até 40 por cento nas publicações do Fundo de Cultura Económica.
A 8 de fevereiro de 2002 inaugurou a Biblioteca do Fundo de Cultura Económica em Havana, Cuba, com uma doação do 90 por cento do catálogo vivo de seu acervo editorial. Nesse mesmo ano inaugurou-se a Livraria Juan José Arreola, localizada no Centro Histórico da Cidade de México.
No breve período que permaneceu à frente da editora, publicaram-se 876 obras. Iniciou-se, em co-edição com a editorial espanhola Turner, a colecção Noema, publicando nela obras literárias como  El caso Freud, Histeria y cocaína, Conversaciones con Picasso, El Río Congo, Cinco días en Londres, mayo de 1940, Tres lindas cubanas, 2006 y otras.